# 西川村 (岡山県)
西川村（にしがわそん）は、岡山県久米郡にあった村。
現在の久米郡美咲町西川、西川上、西垪和に当たる。

## 沿革
- 1889年6月1日 - 町村制施行に伴い、久米北条郡 通谷村、奥山手村、西垪和村が合併し、西川村となる。大字通谷に役場を置く。
- 1900年4月1日 - 久米北条郡が久米南条郡と合併し、久米郡となる。
- 1953年4月1日 - 久米郡倭文西村、垪和村と合併、久米郡旭町となる。

## 地名の読み方
- 奥山手 （おくやまて）
- 通谷 （かいだに）
- 西川 （にしがわ）
- 西川上 （にしがわかみ）
- 西垪和 （にしはが）

## 郵便番号 (現在)
- 709-3404 久米郡美咲町西川
- 709-3406 久米郡美咲町西川上
- 709-3414 久米郡美咲町西垪和

709-340×の残りの番号は倭文西村、津田村を、709-341×の残りの番号は垪和村を参照。

## その他
旭町として合併後の6月、大字奥山手を西川上、大字通谷を西川と改称。
旭町になった各村も同時に多くの改称がある。